# Dwight F. Davis
Dwight Filley Davis (St. Louis, 5 de julho de 1879 - Washington, D.C., 28 de novembro de 1945) foi um tenista e político republicano norte-americano, mais lembrado por ser o fundador da Copa Davis.

## Biografia
Estudou na Universidade de Harvard, onde cursaram seus estudos grande parte dos tenistas norte-americanos do século XIX. Davis e Holcombe Ward analisavam as técnicas do jogo e ambos se destacavam por seus serviços. Em 1898 conquistou com Ward o torneio nacional de duplas e nesse mesmo ano perderam sua primeira final no US Championships frente à dupla formada por Leo Ware e George Sheldon, em 5 sets. Com Ward venceria 3 títulos consecutivos de duplas no US Championships entre 1899 e 1901. Jogando em simples, seu melhor resultado foi a final do US Championships em 1898, quando perdeu para Malcolm Whitman.
Em 1900, Davis desenvolveu a estrutura de uma competição internacional, denominada International Lawn Tennis Challenge (Desafio Internacional de Tênis), que logo seria denominada em sua honra Copa Davis. Para ela, doou uma taça de prata, que seria entregue ao vencedor. Foi membro da equipe estadunidense que venceu as duas primeiras edições da competição, em 1900 e 1902, sendo o capitão na última edição. O torneio consistia em uma série de 5 partidas (4 individuais e 1 em duplas) entre representantes de Estados Unidos e das Ilhas Britânicas, jogado em território norte-americano.
Participou dos Jogos Olímpicos de Verão de 1904 como membro da equipe estadunidense de tênis, não conquistando medalhas.
Entre 1925 e 1929, foi Secretário da Guerra dos Estados Unidos (hoje equivalente ao Secretário de Defesa) durante o governo de Calvin Coolidge. Depois, foi nomeado governador-geral das Filipinas, cargo que exerceu até 1932.
Dwight Davis entrou para o International Tennis Hall of Fame em 1956 e foi capa da Time Magazine, edição de 15 de dezembro de 1924.

## Torneios

### Finalista Individual (1)
| Ano  | Torneio          | Oponente na final | Resultado       |
| 1898 | US Championships | Malcolm Whitman   | 6-3 2-6 2-6 1-6 |

### Campeão Duplas (3)
| Ano  | Torneio          | Par           | Oponentes na final            | Resultado     |
| 1899 | US Championships | Holcombe Ward | George Sheldon Leo Ware       | 6-4 6-4 6-3   |
| 1900 | US Championships | Holcombe Ward | Fred Alexander Raymond Little | 6-4 9-7 12-10 |
| 1901 | US Championships | Holcombe Ward | Leo Ware Beals Wright         | 6-3 9-7 6-1   |

### Finalista Duplas (2)
| Ano  | Torneio          | Par           | Oponentes na final                | Resultado           |
| 1898 | US Championships | Holcombe Ward | George Sheldon Leo Ware           | 6-1 5-7 4-6 6-4 5-7 |
| 1901 | Wimbledon        | Holcombe Ward | Laurence Doherty Reginald Doherty | 6-4 2-6 3-6 7-9     |